# Fluorid iriditý
Fluorid iriditý je anorganická sloučenina s chemickým vzorcem IrF3.

## Příprava
Fluorid iriditý lze připravit redukcí fluoridu iridiového kovovým iridiem:
2IrF6 + Ir → 2IrF3
Lze jej také připravit rozkladem fluoridu iridičitého zahřátím na 430 - 450 °C:
2IrF4 → 2IrF3 + F2

## Vlastnosti
Fluorid iriditý tvoří černé šesterečné krystaly, které jsou nerozpustné ve vodě. 